# Hermann Hagenah
Hermann Hagenah (* 8. Februar 1890 in Stolk; † 30. April 1948 in Bad Segeberg) war ein deutscher Lehrer und Landeshistoriker.

## Leben
Hermann Hagenah wuchs in Angeln auf. Er besuchte das Kieler Reform-Realgymnasium, die nachmalige Humboldt-Schule. Nach dem Abitur studierte er an der Christian-Albrechts-Universität zu Kiel und der Rheinischen Friedrich-Wilhelms-Universität Bonn Geschichte, Neuere Sprachen und Philosophie. Mit einer Doktorarbeit über die Schleswig-Holsteinische Erhebung wurde er 1916 promoviert. Den Schuldienst begann er in Wyk auf Föhr, wo er 1920/21 die Höhere Privatschule leitete. Anschließend wechselte er in den staatlichen Schuldienst. Er unterrichtete zunächst am Realgymnasium in Rendsburg, dann in den 25 Jahren bis zu seinem Tod als Studienrat an der Dahlmann-Schule in Bad Segeberg.
Hagenahs Forschungsinteresse wurde entscheidend beeinflusst durch seine Aufarbeitung des Archivs der Familie Ahlmann, mit der ihn Ludwig Ahlmann noch während seines Studiums in Kiel beauftragt hatte. Ihr entsprang u. a. seine spätere Arbeit über Wilhelm Hans Ahlmann. Bereits als Student publizierte Hagenah zu Themen der Geschichte Schleswig-Holsteins in Tageszeitungen und Zeitschriften, oft mit biographischem Schwerpunkt. 1931–1933 saß er im Vorstand der Gesellschaft für Schleswig-Holsteinische Geschichte.

## Veröffentlichungen
- Revolution und Legitimität in der Geschichte der Erhebung Schleswig-Holsteins. Untersuchungen zur Entstehungsgeschichte und zur Politik der Provisorischen Regierung. Haessel, Leipzig 1916 (Quellen und Forschungen zur Geschichte Schleswig-Holsteins, ISSN 0173-0940) [zugl. Diss. Univ. Kiel].
- Zur Geschichte des 24. März 1848. In: Die Heimat. Bd. 33 (1923), Heft 3, März 1923, S. 42–46 (Digitalisat).
- Vom alten Olshausen. Eine Studie. In: Zeitschrift der Gesellschaft für Schleswig-Holsteinische Geschichte. Bd. 54 (1924), S. 444–459 (Digitalisat).
- Deutsche Liberale und Schleswig-Holstein. In: Die Heimat. Bd. 35 (1925), Heft 12, Dezember 1925, S. 277–281.
- 1863. Die nationale Bewegung in Schleswig-Holstein. In: Zeitschrift der Gesellschaft für Schleswig-Holsteinische Geschichte, Bd. 56 (1927), S. 271–396 (online).
- Wilhelm Ahlmann. Das Lebensbild eines Schleswig-Holsteiners. Verlag der Familienstiftung Ahlmann, Kiel 1930, OCLC 465580431.
- Segeberg bis zu seiner Gründung. In: Die Heimat. Monatsschrift des Vereins zur Pflege der Natur- und Landeskunde in Schleswig-Holstein, Hamburg, Lübeck und dem Fürstentum Lübeck. Bd. 41 (1931), Nr. 11, November 1931, S. 221–225 (Digitalisat) und Nr. 12, Dezember 1931, S. 252–256.
- mit Thomas Otto Achelis: Das Corps Holsatia in der Geschichte Schleswig-Holsteins. 1938.
- Geschichte Schleswig-Holsteins. Hrsg. von Volquart Pauls und Otto Scheel, Band 6, Hälfte 2, 1830–1863. Die Zeit des nationalen Kampfes, Wachholtz, Neumünster Lieferung 1 (1939) und 2 (1941).